# 聖羅薩海灘 (佛羅里達州)
聖羅薩海灘（英語：Santa Rosa Beach）是位於美國佛羅里達州沃爾頓縣的一個非建制地區。該地的面積和人口皆未知。

## 地理
聖羅薩海灘的座標為30°21′41″N 86°09′33″W / 30.36139°N 86.15917°W，而該地的平均海拔高度為1米（即3英尺）。